# Frauenkirche (Wasserburg am Inn)

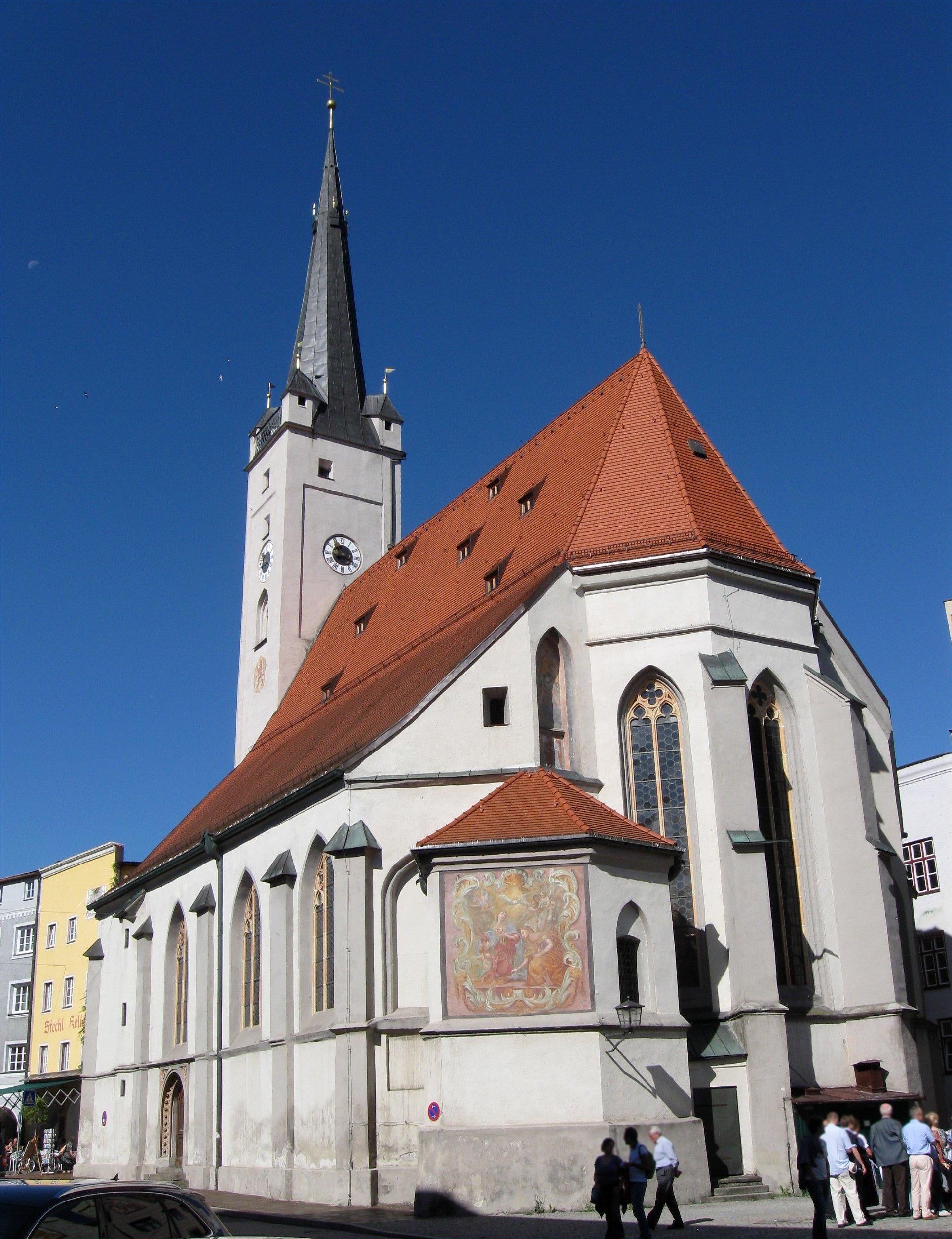
Frauenkirche (Wasserburg am Inn)

Innenraum

Blick ins Gewölbe

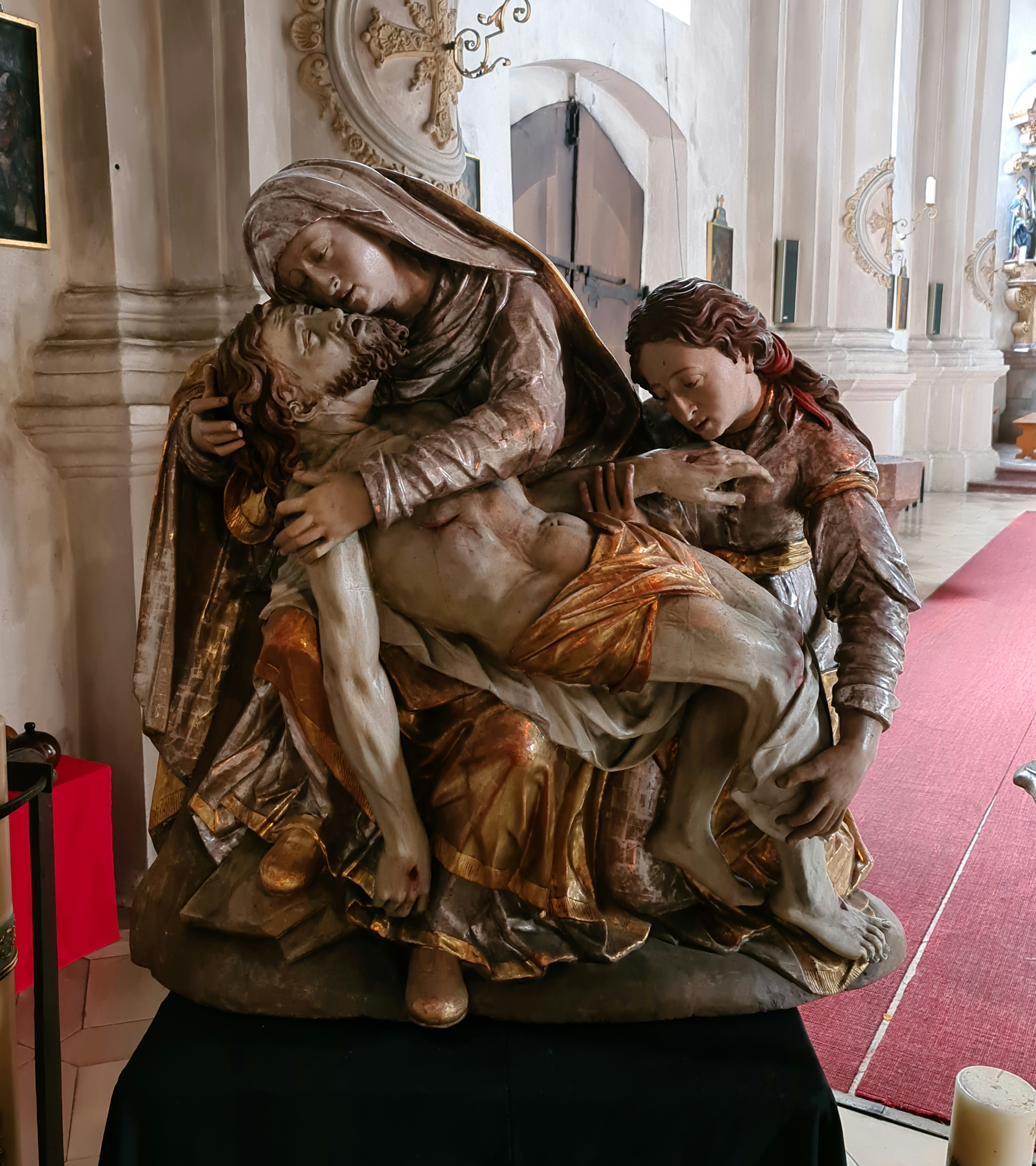
Vesperbild

Die römisch-katholische Kirche Unser Lieben Frau (auch: Frauenkirche) ist eine gotische Pseudobasilika in Wasserburg am Inn im Landkreis Rosenheim in Oberbayern. Sie gehört zur Pfarrei St. Jakob Wasserburg im Dekanat Wasserburg des Erzbistums München und Freising.

## Geschichte und Architektur
Die Frauenkirche ist ein verputzter Backsteinbau vom Beginn des 14. Jahrhunderts und wurde 1324 erstmals erwähnt. Sie schließt sich an den vermutlich um 1300 erbauten Stadtturm an, wurde im Jahr 1339 eingewölbt und 1386 geweiht. Der Turmhelm wurde in den Jahren 1501/1502 von Wolfgang Wiser fertig gestellt und 1730 erneuert. Im Jahr 1753 wurde das Innere umgestaltet. Eine Renovierung erfolgte in den Jahren 1974/1975.
Die Kirche ist eine dreischiffige Staffelhalle von vier Jochen mit einem kurzen Chor mit Dreiachtelschluss und einem westlich vorgelagerten Turm mit Erdgeschossdurchgang und einem Spitzhelm über vier Eckerkern. An der Außenwand der südöstlich vorgebauten Sakristei ist ein Wandgemälde mit der Verkündigung an Maria aus dem 18. Jahrhundert und des heiligen Christophorus von 1593 angebracht.
Das deutlich höhere Mittelschiff ohne Obergaden ist durch ein Tonnengewölbe mit Stichkappen auf ummantelten Pfeilern und Diensten, die Seitenschiffe durch Kreuzrippengewölbe geschlossen. Die Ausmalung erfolgte nach einer Inschrift über der Empore 1750 durch Johann Paul Kurz mit Szenen aus der Lauretanischen Litanei, der Heiligen Dreifaltigkeit und Marienverehrung; an den Obergadenwänden sind 14 Darstellungen aus Marienfesten, in den Seitenschiffen von je vier Frauengestalten aus dem Alten Testament zu finden.

## Ausstattung
Der Hochaltar ist ein Werk aus dem letzten Viertel des 17. Jahrhunderts. Er zeigt als Gnadenbild die Thronende Muttergottes aus der Zeit um 1430, die dem Meister von Seeon zugeschrieben wird, vor einem Altarblatt mit der Ansicht von Wasserburg am Inn, vermutlich aus dem 18. Jahrhundert.
Vier Seitenaltäre stammen aus der Zeit um 1700. Der linke Pfeileraltar ist mit dem Ölbild des heiligen Joseph und Figuren der Heiligen Joachim und Anna ausgestattet, der rechte mit einem Gemälde der Verkündigung Mariä und Bildtafeln der heiligen Elisabeth und Thomas. In den Seitenschiffen sind schräg gestellte Altäre aufgestellt, der nördliche mit einem Gemälde, das den Tod des heiligen Franz Xaver zeigt und spätgotischen Figuren des Bischofs Blasius und der heiligen Barbara; der südliche mit einem Gemälde der seligen Michelina vor dem Kalvarienberg mit dem heiligen Antonius von Padua darunter.
Die Kanzel von 1753 ist in traditionellen Formen mit Laub- und Bandelwerk verziert. Die gemauerte Empore mit Brüstungsstuck aus der zweiten Hälfte des 16. Jahrhunderts zeigt an den Tragsäulen Figuren der Heiligen Franz de Paula, Karl Borromäus, Johann Nepomuk und Petrus von Alcantara aus der Zeit um 1760.
Das Vesperbild von 1640 zeigt die heilige Magdalena. Mehrere Votivtafeln des 18. Jahrhunderts mit den Pestpatronen Rochus, Sebastian und Darstellungen von Wasserburger Bürgern von 1772 sind weiter zu nennen. Ein achteckiges Weihwasserbecken aus Rotmarmor stammt aus der Zeit um 1520.
Die Orgel ist ein Werk von Anton Staller aus dem Jahr 1979 mit 16 Registern auf zwei Manualen und Pedal.
| I Hauptwerk C–g3 |       |
| Principal        | 8'    |
| Rohrflöte        | 8'    |
| Octave           | 4'    |
| Nasard           | 2 ⁄3' |
| Octave           | 2'    |
| Mixtur IV        | 1 ⁄3' |

| II Brustwerk C–g3 |    |
| Coppel            | 8' |
| Principal         | 4' |
| Nachthorn         | 4' |
| Spitzflöte        | 2' |
| Octave            | 1' |
| Hörndle II        |    |
| Tremulant         |    |

| Pedalwerk C–f1 |     |
| Subbaß         | 16' |
| Gedeckt        | 08' |
| Principal      | 04' |
| Posaune        | 08' |

- Koppeln: II/I, I/P, II/P.